# Scotinotylus altaicus
Scotinotylus altaicus là một loài nhện trong họ Linyphiidae.
Loài này thuộc chi Scotinotylus. Scotinotylus altaicus được Yuri M. Marusik, Heikki Hippa & Koponen miêu tả năm 1996.